# Joseph Chavée

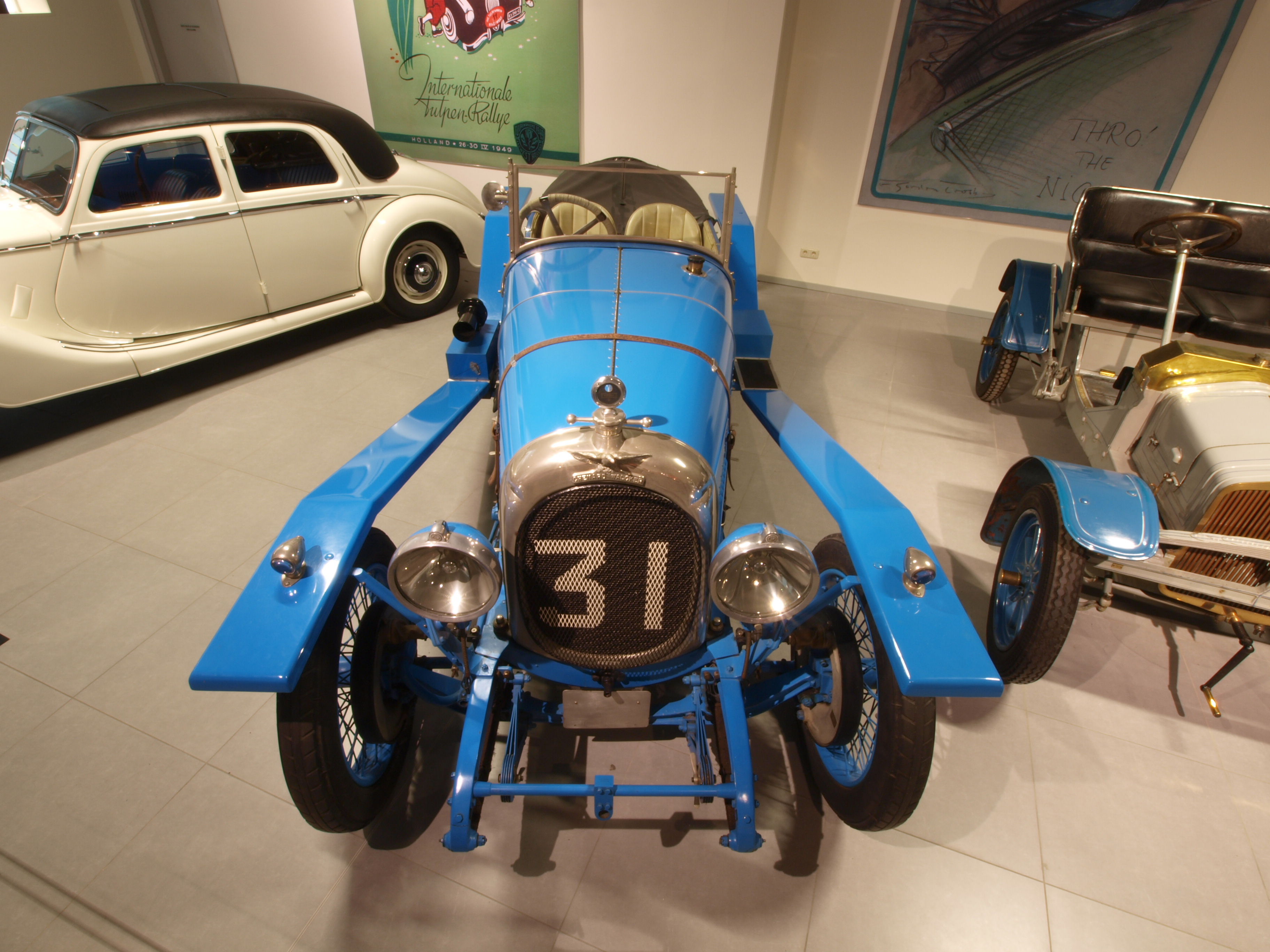
Der Chenard & Walcker, mit dem André Pisart und Joseph Chavée den vierten Rang beim 24-Stunden-Rennen von Le Mans 1924 erreichten

Joseph Marie Paul Ghislain Chavée (* 12. März 1884 in Leuze-Longchamps; † 26. März 1957 in Brüssel) war ein belgischer Autorennfahrer.

## Karriere
Joseph Chavée war gemeinsam mit seinem Landsmann André Pisart der erste Belgier, der beim 24-Stunden-Rennen von Le Mans einen Klassensieg erreichte. Das Duo beendete 1924 das Rennen als Gesamtvierter und gewann die Wertung der Fahrzeuge zwischen 1,5- und 2-Liter-Hubraum. Einen weiteren Renneinsatz hatte er 1924 beim 24-Stunden-Rennen von Spa-Francorchamps, wo er mit Partner Robert Glaszmann für Chenard & Walcker Gesamtsiebter wurde.

## Statistik

### Le-Mans-Ergebnisse
| Jahr | Team              | Fahrzeug                          | Teamkollege  | Platzierung            | Ausfallgrund |
| ---- | ----------------- | --------------------------------- | ------------ | ---------------------- | ------------ |
| 1924 | Chenard & Walcker | Chenard & Walcker 2-Litre 10/12CV | André Pisart | Rang 4 und Klassensieg |              |

### 24-St-Spa-Ergebnisse
| Jahr | Team              | Fahrzeug          | Teamkollege       | Platzierung | Ausfallgrund |
| ---- | ----------------- | ----------------- | ----------------- | ----------- | ------------ |
| 1924 | Chenard & Walcker | Chenard & Walcker | Raymond Glaszmann | Rang 7      |              |